# إلما بيليني
إلما بيليني (بالإنجليزية: Elma Bellini) هي قاضية أمريكية، ولدت في 11 نوفمبر 1954 في ساوث فورك في الولايات المتحدة، وتوفيت في 4 مارس 2018 بسبب سرطان.